# روبرت غوردون (لاعب كرة قدم أمريكية)
روبرت غوردون (بالإنجليزية: Robert Gordon) هو لاعب كرة قدم أمريكية ولاعب كرة قدم كندية أمريكي، ولد في 9 يوليو 1968 في ديترويت في الولايات المتحدة.

## وصلات خارجية
- روبرت غوردون على موقع JustSportsStats.com (الإنجليزية)